# Porto Montenegro
Porto Montenegro ist eine Luxusyacht-Marina samt angrenzender Waterfront-Entwicklung in Tivat, Montenegro.
Das Areal war vormals eine Werft in ehemaligem Besitz der Marine der SFR Jugoslawien, die mit dem Staat und nach dem Bürgerkrieg ihre Bedeutung verlor. Das attraktive Grundstück wurde 2006 vom kanadischen Geschäftsmann Peter Munk († 2018) erworben. Im Jahr 2008 wurde bestätigt, dass er nicht Alleineigentümer des Porto-Montenegro-Unternehmens war: Munk hielt 54 Prozent der Eigentumsanteile, der Rest lag im Besitz von anderen Milliardären wie Oleg Deripaska, Nathaniel Rothschild, Jacob Rothschild, Bernard Arnault, Sándor Demján und Anthony Munk.
Munk hat eine Luxusyacht-Marina und Uferpromenade nach den Bedürfnissen der wachsenden Gemeinschaft der Superyachtbesitzer gebaut. Die Lage Tivats im abgelegenen Bereich der Bucht von Kotor bei einer gleichzeitigen Nähe zum Flughafen Tivat begünstigen den Standort des Yachthafens.
Es ist der erste umfassende hochmoderne Tiefwasser-Yachthafen in der Adria. 600 bis 650 Liegeplätze für alle Größen werden angeboten – dabei werden mindestens 130 Plätze für Superyachten von 30 bis 150 Metern Länge vorbehalten. Das Angebot wird ergänzt durch Luxusappartements, Geschäfte, Restaurants und andere Sport- und Unterhaltungsmöglichkeiten.
Porto Montenegros Entwicklung geschah stufenweise, zur Verfügung stehen Marina-Liegeplätze, fünf Gebäude mit gemischter Nutzung und 130 Luxusresidenzen, über 20 Einzelhandelsgeschäfte, eine vollständige Sportanlage, ein Yacht-Club, ein 64 Meter langer „Infinitypool“ und eine Lounge-Bar namens Lido Mar, ein Marine- und Heimatmuseum sowie ein geplantes Waterfront-Fünf-Sterne-Boutique-Hotel. Im Zusammenhang mit Porto Montenegro stehen Projekte wie ein 18-Loch-Golfplatz in der Nähe des Flughafens Tivat und eine mögliche Übernahme der Bijela-Werft, die zu einer Yacht-Werft umfunktioniert werden soll.